# Amnesia (canção de 5 Seconds of Summer)
"Amnesia" é uma canção da banda australiana de Pop punk 5 Seconds of Summer, contida em seu primeiro álbum de estúdio epônimo, 5 Seconds of Summer (2014). A canção de pop rock suave foi anunciada como novo single durante um streaming pela banda no dia 1 de julho de 2014, e foi lançado nos Estados Unidos nas CHR's como o terceiro single do álbum em 15 de julho de 2014.

## Videoclipe
Um lyric video foi produzido para a canção. Gravado em Los Angeles, ele foi postado no canal oficial da banda no YouTube no dia 2 de julho de 2014, à meia-noite, depois de seu streaming. O vídeo foca em um quarto, embora em algumas cenas os membros da banda aparecem em um close. Durante todo o vídeo, a letra da música é projetada no quarto ou no rosto dos membros.
Um videoclipe também foi filmado, onde os membros da banda e algumas garotas e garotos brincam em diferentes cenas, como pessoas mergulhando em piscinas totalmente vestidos, jogando gold em carros, etc. Contém também closes nos membros da banda cantando. Contém apenas 3 garotas, porque eles veem os fãs como a 4ª garota. O vídeo é filmado da perspectiva da 4ª garota.

## Lista de faixas
| CD e Download digital do EP |                                |                                                                                 |                                         |         |  |
| N.º                         | Título                         | Compositor(es)                                                                  | Produtor(es)                            | Duração |  |
| 1.                          | "Amnesia"                      | Benjamin Madden Joel Madden Louis Biancaniello Michael Biancaniello Sam Watters | L. Biancaniello M. Biancaniello Watters | 3:57    |  |
| 2.                          | "Daylight"                     | Ashton Irwin Michael Clifford Steve Robson James Bourne Christopher Bourne      | Steve Robson                            | 3:25    |  |
| 3.                          | "American Idiot"               | Billie Joe Armstrong Frank E. Wright III Michael R. Pritchard                   | John Feldmann                           | 3:03    |  |
| 4.                          | "Amnesia" (Ao vivo na Wembley) | B. Madden J. Madden L. Biancaniello M. Biancaniello Watters                     | B. Biancaniello M. Biancaniello Waters  | 3:53    |  |

7" vinil
1. "Amnesia" – 3:57
2. "American Idiot" – 3:03

## Desempenho nas tabelas musicais
| Tabela musical (2014)                          | Melhor posição |
| ---------------------------------------------- | -------------- |
| Austrália (ARIA)                               | 7              |
| Áustria (Ö3 Austria Top 75)                    | 40             |
| Bélgica (Ultratop 50 de Flandres)              | 21             |
| Bélgica (Ultratop 50 da Valônia)               | 44             |
| Brasil (Billboard Brasil Hot 100)              | 86             |
| Canadá (Canadian Hot 100)                      | 19             |
| República Checa (Singles Digitál Top 100)      | 39             |
| Dinamarca (Hitlisten)                          | 6              |
| França (SNEP)                                  | 54             |
| O campo songid é OBRIGATÓRIO PARA PARADA ALEMÃ | 64             |
| Irlanda (IRMA)                                 | 3              |
| Países Baixos (Single Top 100)                 | 28             |
| Nova Zelândia (Recorded Music NZ)              | 6              |
| Escócia (Scottish Singles Chart)               | 5              |
| Espanha (PROMUSICAE)                           | 3              |
| Suécia (Sverigetopplistan)                     | 60             |
| Suíça (Schweizer Hitparade)                    | 49             |
| Reino Unido (UK Singles Chart)                 | 7              |
| Estados Unidos (Billboard Hot 100)             | 16             |
| Estados Unidos (Billboard Adult Top 40)        | 40             |
| Estados Unidos (Billboard Mainstream Top 40)   | 16             |

| Tabela musical (2014)              | Posição |
| ---------------------------------- | ------- |
| Austrália (ARIA Charts)            | 51      |
| Estados Unidos (Billboard Hot 100) | 86      |

| País (Empresa)         | Certificação | Vendas    |
| ---------------------- | ------------ | --------- |
| Austrália (ARIA)       | 2× Platina   | 140.000+  |
| Noruega (IFPI Noruega) | Ouro         | 5.000+    |
| Reino Unido (BPI)      | Prata        | 200.000++ |
| Estados Unidos (RIAA)  | Platina      | 2,000,000 |

## Histórico de lançamento
| País           | Data                  | Formato(s)             | Gravadora           |
| -------------- | --------------------- | ---------------------- | ------------------- |
| Estados Unidos | 15 de julho de 2014   | Contemporary Hit Radio | Capitol Music Group |
| Reino Unido    | 7 de setembro de 2014 | CD, download digital   | Capitol Music Group |